# Dinah Manoff
Dinah Manoff, född 25 januari 1958 i New York, är en amerikansk skådespelerska.
Hon spelade "Marty" Maraschino i musikalen Grease, en av medlemmarna i The Pink Ladies ("de rosa damerna").

## Filmografi i urval
- 1977 – Slaget om Entebbe
- 1978 – Grease
- 1980 – En familj som andra
- 1988 – Den onda dockan
- 1988–1995 – Härlige Harry (TV-serie)
- 1989 – Spårhundar på Broadway
- 1990 – Roxy
- 2008 – Bart Got a Room